# 斯福尔扎城堡

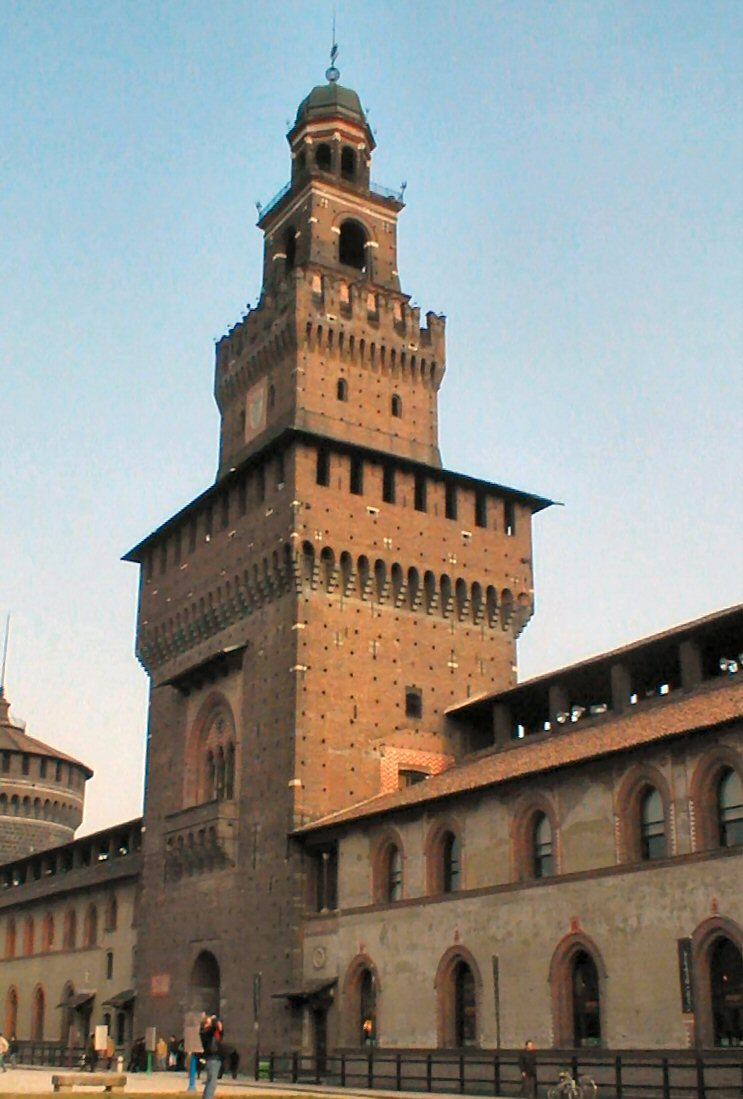
塔楼

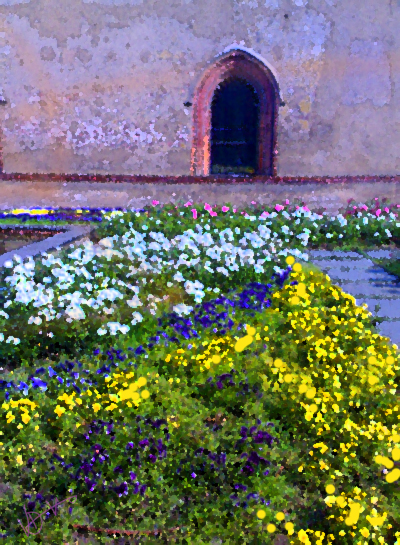
花园

斯福尔扎城堡（義大利語：Castello Sforzesco）是意大利米兰的一座城堡，曾经是统治米兰的斯福尔扎家族的居所，现在為博物馆。 

## 历史
这个地点上原来的建筑始建于14世纪。1450年，弗朗切斯科·斯福尔扎一世开始重建城堡，其后人进一步加以修改。许多房间原来有精美的内部装饰，其中最著名的是有达芬奇所作天花板画的“木板室”---Sala Delle Asse。  
1515年法国在马里尼亚诺战役中获胜，战败的马克西米利安·斯福尔扎、他的瑞士雇佣兵和锡永枢机主教撤退回到斯福尔扎城堡。但是，法国国王弗朗索瓦一世跟着他们进入米兰，他的工兵在城堡地下安放了地雷，于是防御者投降。 
19世纪意大利统一以后，城堡得到修复，但是不再用作军事用途，而是移交给米兰市。修复工作由卢卡·贝尔特拉米（Luca Beltrami）领导。主要城市入口上方的中央塔楼重建于1900年至1905年，作为国王翁贝托一世的纪念碑。
在第二次世界大战期间的1943年，米兰遭到盟军轰炸，该城堡受到严重破坏。战后，由BBPR建筑事务所重建，作为博物馆使用，包括古代艺术博物馆，家具博物馆，乐器和应用艺术博物馆，考古博物馆埃及和史前部，不过最著名的还是斯福爾扎城堡畫廊，藏品包括米开朗基罗最后的雕塑作品Rondanini Pietà和达芬奇的特里沃爾齊奧手稿原稿。